# 中国文史出版社
中国文史出版社，位于北京市西城区太平桥大街23号、锦什坊街96号，是全国政协办公厅下属的全民所有制企業。

## 简介
中国文史出版社是中国人民政治协商会议全国委员会所属的专业出版社。1980年1月经国家出版事业管理局批准成立，名为文史资料出版社。1985年11月，经国家出版局同意，更名为中国文史出版社。中国文史出版社原先是全国政协办公厅直属事业单位。
根据中央有关精神和部署，中央各部门各单位的148家经营性出版社要在2010年底前完成转制任务，由事业单位转为企业。2011年12月31日，《财政部、国家税务总局、中宣部关于下发世界知识出版社等35家中央所属转制文化企业名单的通知》（财税〔2011〕120号）称，“按照《财政部国家税务总局中宣部关于转制文化企业名单及认定问题的通知》（财税〔2009〕105号）的规定，世界知识出版社等35家中央所属文化企业已被认定为转制文化企业”，其中包括中国文史出版社。
2011年，中国文史出版社进行了工商注册，类型为全民所有制企业，主管部门为国务院。中国文史出版社转制后仍然是全国政协办公厅的部门预算编报单位。

### 经营范围
中国文史出版社的经营范围是：
- “出版人民政协系统所征集的我国近现代史资料，有关统一战线、人民政协、民主党派的资料、论述、工作手册”；
- “著名爱国人士的诗集、文集、年谱、画册”；
- “根据文史资料编写的纪实性人物传纪”。
- “政协大会、常务委员会、主席会和各专门委员会会议资料、调查研究报告（不包括各种文件）等”；
- “以政协委员及其联系的各界人士为对象，出版有关社会科学、文化方面的著作、工具书”；
- “有选择地出版台、港、澳和海外有关文化交流和统战工作的图书（不包括文学作品）”；
- 出版《中国经济社会论坛》期刊；
- 出版《纵横》杂志；
- 出版物零售；
- 出版物批发；
- 设计、制作、代理、发布广告[4][6]。

### 子公司
中国文史出版社下设北京中协文史书店，负责发行《政协委员手册》及政协系统工作用书。

## 历任领导
| 社长 - 黄森（？—？） - 张文惠（？—？，全国政协文史办主任兼） - 马威（？—？） - 李松晨（？—？） - 王秀峰（？—2014年） - 沈晓昭（2014年—） | 总编辑 - 党德信（？—？，全国政协文史办副主任兼） …… - 胡太春（？—？） - 王秀峰（？—？） - 沈晓昭（？—，2014年起为社长兼） |